# Тосканский архипелаг
Тоска́нский архипела́г (итал. Arcipelago Toscano) — группа островов (архипелаг) между Лигурийским морем и Тирренским морем, между Апеннинским полуостровом и островом Корсика, к западу от итальянских провинций Ливорно и Гроссето региона Тоскана.

## География
В состав архипелага входят острова:
| Острова     | Площадь, км² | Население, чел. (2011) |
| ----------- | ------------ | ---------------------- |
| Эльба       | 224          | 32 043                 |
| Джильо      | 24           | 1439                   |
| Капрая      | 19           | 410                    |
| Монтекристо | 13           | 2                      |
| Пьяноса     | 10           | 0                      |
| Горгона     | 2            | 147                    |
| Джаннутри   | 3            | 13                     |
| Всего:      | 295          | 34 054                 |

На островах находится Национальный парк Тосканского архипелага.
На островах расположены небольшие города и посёлки, которые часто посещаются туристами.
Средиземноморские ландшафты, сады, виноградники.
Главный город и порт — Портоферрайо на острове Эльба.

## Геология
Острова сложены кристаллическими горными породами.